# Gloquidi

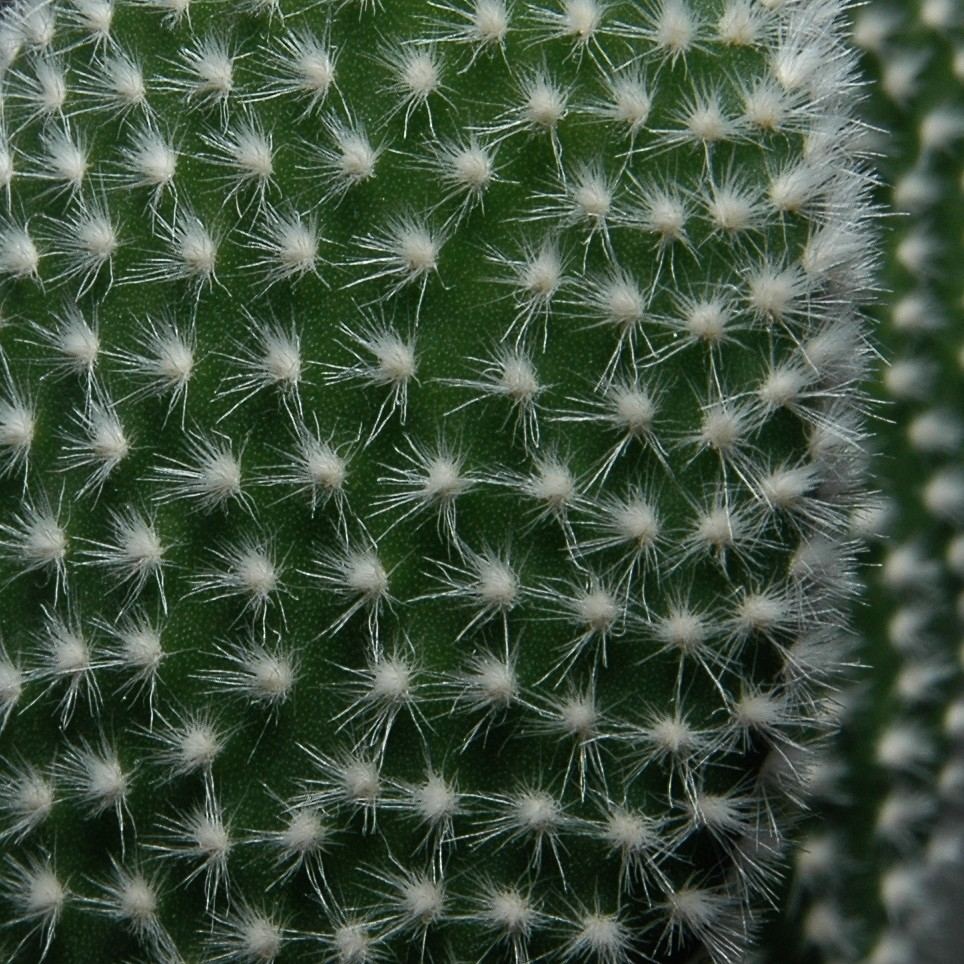
Gloquidis en una Opuntia.

En botànica, un gloquidi és un tricoma o apèndix proveït a la punta de pues recorbades. Diminutes i imperceptibles espines que substitueixen a les escates protectores dels borrons foliars de les plantes habituals, característic del gènere Opuntia sp., que acostumen a tenir la punta en forma d'ham.